# Kusilvak Census Area

Lokaliseringskarta

Kusilvak Census Area, tidigare Wade Hampton Census Area, är ett folkräkningsområde i den amerikanska delstaten Alaska. Dess största ort är Hooper Bay. Enligt 2000 års folkräkning hade folkräkningsområdet en befolkning på 7 028 invånare på en yta om 50 943 km².
Kusilvak Census Area gränsar i norr till Nome Census Area, i öst till Yukon-Koyukuk Census Area och i syd till Bethel Census Area.

## Städer och byar
- Alakanuk
- Chevak
- Emmonak
- Hooper Bay
- Kotlik
- Marshall
- Mountain Village
- Nunam Iqua
- Pilot Station
- Pitkas Point
- Russian Mission
- Scammon Bay
- St. Mary's